# 亚历山大·莱奥泰
亚历山大·莱奥泰（法語：Alexandre Léauté，2000年10月12日—），法国男子自行车运动员。他曾代表法国参加2020年夏季残疾人奥林匹克运动会自行车比赛，获得一枚金牌、一枚银牌和二枚铜牌。